# Ворониха (Сямженский район)
Ворониха — упразднённая деревня в Сямженском районе Вологодской области.
Входила в состав Устьрецкого сельского поселения, с точки зрения административно-территориального деления — в Устьрецкий сельсовет. Позже в состав Ногинского сельского поселения.
Расстояние по автодороге до районного центра Сямжи — 23,5 км, до центра муниципального образования Усть-Реки — 2,5 км.
9 мая 2020 года была упразднена.

## Население
| 2010 |
| ---- |
| 0    |

По данным переписи в 2002 году постоянного населения не было.